# Ahmed Ould-Saïd
Ahmed Ould-Saïd (ur. 25 lipca 1983) – francuski judoka. Startował w Pucharze Świata w latach 2002-2005 i 2007. Mistrz Europy w drużynie w 2004. Brązowy medalista akademickich MŚ w 2006. Mistrz Europy juniorów w 2002. Drugi na ME U-23 w 2004. Wicemistrz Francji w 2006 roku.